# پورتاتو
پرتاتو ([porˈta:to] در موسیقی با جدا کردن نت‌ها در حالی که آرشه در طول سیم کشیده می‌شود صورت می‌گیرد و بیشتر برای همراهی استفاده می‌شود که تأثیر بسیار روشنی دارد. این نوع آرشه کشی با خطوط کوتاه در زیر و بالای نت‌ها و خطوط اتصال برای نشان دادن تعویض آرشه مشخص می‌شود و با آرشهٔ راست و چپ قابل نواختن است.
پورتاتو همچنین به عنوان لگاتو بند بند شناخته می‌شود.